# Trogon de Masséna
El trogon de Masséna (Trogon massena) és una espècie d'ocell de la família dels trogònids (Trogonidae) que habita la selva humida i altres formacions boscoses incloent-hi manglars, a les terres baixes mexicanes del vessant del golf de Mèxic, Hondures, Nicaragua, Costa Rica, Panamà, oest de Colòmbia i nord-oest de l'Equador.